# Csarnok
Csarnok est un quartier situé dans le 8e arrondissement de Budapest. Il tient son nom des Grandes halles de Rákóczi tér.

## Périmètre
Selon l'arrêté du 12 décembre 2012 (94/2012. (XII. 27.), annexe 31) de l'assemblée métropolitaine de Budapest, le périmètre du quartier est le suivant : József körút-Népszínház utca-Nagy Fuvaros utca-la partie ouest de Mátyás tér-Koszorú utca-Baross utca-la partie nord de Horváth Mihály tér-Baross utca.